# Jesper Wallstedt
Jesper Wallstedt, född 14 november 2002 i Västerås, är en svensk ishockeymålvakt som tillhör Minnesota Wilds organisation. Han är yngre bror till ishockeymålvakten Jacob Wallstedt.
Han draftades av Minnesota Wild som 20:e spelare totalt i NHL-draften 2021. Säsongen 2022/23 spelade han i farmarklubben Iowa Wild i AHL.

## Spelarkarriär

### Junior
Wallstedt startade sin hockeykarriär som utespelare i VIK Västerås HK Ungdom. Den 16 september 2017 spelade han sin första J20-match i SuperElit och blev därmed den yngsta spelaren i ligans historia med sina 14 år 10 månader och 1 dag.
I augusti 2018 flyttade Wallstedt till Luleå och började på hockeygymnasiet i Luleå HF:s regi.

### SHL
Den 10 mars 2020 gjorde Wallstedt sin debut i SHL för Luleå HF när han ersatte David Rautio efter första perioden i en bortamatch mot HV71. Han blev därmed den yngsta målvakten att spela i SHL i en ålder av 17 år, 3 månader och 26 dagar.
I en match mellan Skellefteå och Luleå den 1 december 2020 höll Wallstedt sin första nolla i SHL och blev därmed den yngsta målvakten i SHLs historia att hålla nollan i en seriematch, i en ålder av 18 år och 17 dagar.

### NHL

#### Minnesota Wild
Han draftades av Minnesota Wild som 20:e spelare totalt i NHL-draften 2021.

## Landslagskarriär
I april 2018 deltog Wallstedt i U18VM i Ryssland som tredjemålvakt. 2019 blev han återigen uttagen till det svenska U18VM-laget som vann det första svenska U18VM-guldet någonsin.